# S-Bogen

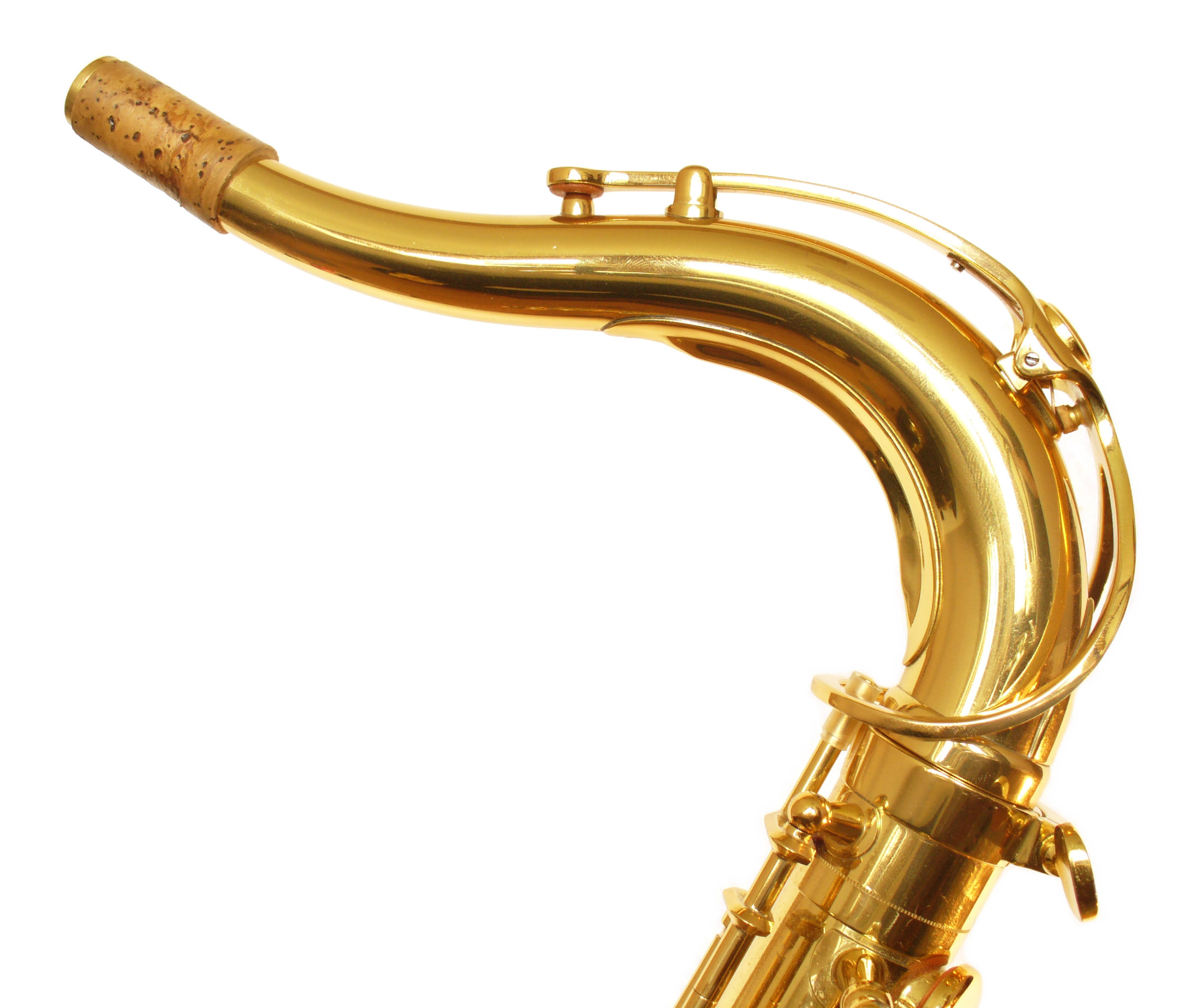
S-Bogen eines Tenorsaxophons mit Überblasklappe

Der S-Bogen (englisch bocal) ist ein meist gebogenes, konisches Rohr, welches das Mundstück mit dem Korpus verbindet. Es ist ein fester Bestandteil bei manchen Holzblasinstrumenten, darunter Saxophonen, Fagotten, Schalmeien und bei den tieferen Vertretern der Oboen- und Klarinettenfamilie (Oboe d’amore, Englischhorn, Heckelphon, Bassetthorn, Bassklarinette) verbreitet. Bei Holzblasinstrumenten, die auch in sehr tiefen Lagen keine gefalteten Röhren aufweisen, wird das Spiel mitunter erst durch einen S-Bogen ermöglicht, zumal durch den S-Bogen eine Anpassung an die Körperproportionen des Spielers möglich ist. Beispiele hierfür sind neben den tiefen Lagen der oben erwähnten Instrumente tiefe Blockflöten ab Bass und obligatorisch alle noch tieferen Blockflöten sowie bei Bedarf Großbasskrummhorn und Großbasscornamuse.
Die S-Bögen mancher Instrumente wie etwa den Saxophonen erleichtern dem Spieler durch eine zusätzliche Öffnung, die Überblasklappe, auch das Überblasen eines angespielten Tons.
S-Bögen können aus verschiedenen Metallen hergestellt werden, z. B. aus Neusilber, Messing, Sterlingsilber oder sogar Gold, und sind am unteren Ende mit einer Korkhülse ummantelt, so dass der Bogen fest in die Fassung am oberen Ende des Instruments passt. 